# Jesaya Nyamu
Jesaya Nghunduluki Nyamu  (* 20. März 1942 in Oshigambo, Südwestafrika) ist ein namibischer Politiker der RDP. Von 1964 bis 2002 war er ein hochrangiges Mitglied der SWAPO. 

## Lebensweg
Nyamu war seit 1964 im politischen Exil, das ihn zuerst nach Tansania und danach in die USA führte, wo er an der University of California Ökonomie studierte. Nach seiner Graduierung studierte er in der UdSSR ebenfalls Ökonomie. Seine diplomatische Karriere begann mit Tätigkeiten als SWAPO-Repräsentant in Tansania und Sambia. Von 1976 bis 1980 war er stellvertretender Sekretär für Information in Luanda, Angola. Im Anschluss daran war er SWAPO Repräsentant in Addis Abeba, Äthiopien. Nach der Unabhängigkeit Namibias im Jahre 1990 war Nyamu stellvertretender Staatssekretär im Außenministerium, wechselte 1991 als stellvertretender Minister in das Ministerium für Bergbau und Energie und von 1999 bis 2002 als Minister desselben.
Nachdem er offen gegen die SWAPO und den Führungsstil des damaligen Staatspräsidenten Sam Nujoma opponierte, wurde er 2002 aus der Partei ausgeschlossen. Der von ihm verfasste Text „on how to break President Sam Nujoma's rule, including by forming a new political party“ ließ ihm keine Perspektive in der regierenden Partei. Im Jahr 2007 war er Mitbegründer der Partei Rally for Democracy and Progress, auf deren Parteitag im Jahr 2008 er als Generalsekretär der Partei bestätigt wurde. Nachdem er von 1991 bis 2005 für die SWAPO in der Nationalversammlung saß, war er von 2010 bis 2015 Abgeordneter der RDP.